# Funzione di distribuzione radiale
In meccanica computazionale e meccanica statistica, la funzione di distribuzione radiale (o R.D.F., dall'inglese radial distribution function), g(r) descrive come varia la densità di materia in funzione della distanza da un punto assegnato. 
Si consideri per esempio una particella in un certo punto O; qual è la densità media in un qualche punto P ad una distanza r da O? Se {\displaystyle \rho =N/V} è la densità media, allora la densità media in un dato punto P sarà diversa da ρ di un fattore g(r). Si può dire che la funzione di distribuzione radiale prende in considerazione le correlazioni che nascono fra le particelle interagenti:
(densità locale media a distanza r da O) = {\displaystyle \rho }g(r)   (1)
Finché il gas è diluito, le correlazioni fra le posizioni delle particelle prese in considerazione tramite la g(r) sono quelle dovute ad un potenziale  {\displaystyle \phi }(r) che una molecola sente nel punto P per la presenza di una molecola in O. Usando distribuzione di Boltzmann
{\displaystyle g(r)=e^{-\phi (r)/kT}}   (2)
Se {\displaystyle \phi (r)} è zero per tutte le r - se cioè le molecole non esercitano alcuna influenza l'una sull'altra - allora g(r) = 1 per ogni r. Allora dall'equazione (1) la densità media locale deve essere uguale alla densità media {\displaystyle \rho }: la presenza di una molecola in O non influenza la presenza o assenza di una qualsiasi molecola; il gas è ideale. Fintantoché esiste {\displaystyle \phi (r)} la densità locale media differirà dalla densità media {\displaystyle \rho } a causa dell'interazione fra molecole.
All'aumentare della densità del gas il cosiddetto limite per bassa densità (2) non è più applicabile perché le molecole oltre ad essere attratte o respinte da una molecola in O si attraggono o respingono l'un l'altra. Sono quindi necessari dei termini correttivi (che ricordano l'equazione del viriale) per descrivere correttamente la g(r); tali termini si ottengono espandendo nella densità:
{\displaystyle g(r)=e^{-\phi (r)/kT}+\rho g_{1}(r)+\rho ^{2}g_{2}(r)+\ldots }  (3)
nell'ultima equazione compaiono le funzioni {\displaystyle g_{1}(r),\,g_{2}(r)}, che possono dipendere dalla temperatura {\displaystyle T} e dalla distanza {\displaystyle r}, ma non dalla densità {\displaystyle \rho }.
Assegnata un'espressione per l'energia potenziale, è possibile valutare numericamente la funzione di distribuzione radiale tramite il metodo Monte Carlo oppure tramite l'approssimazione di Perckus-Yevick.

## L'importanza di g(r)
La funzione di distribuzione radiale g(r) è fondamentale in termodinamica perché da essa si possono valutare diverse quantità macroscopiche. Ad esempio,
- L'equazione del viriale per la pressione:

{\displaystyle p=\rho kT-{\frac {2\pi }{3}}\rho ^{2}\int drr^{3}u^{\prime }(r)g(r,\rho ,T).}  (4)
- L'energia:

{\displaystyle {\frac {E}{NkT}}={\frac {3}{2}}+{\frac {\rho }{2kT}}\int dr\,4\pi r^{2}u(r)g(r,\rho ,T).}  (5)
- L'equazione di comprimibilità:

{\displaystyle kT\left({\frac {\partial \rho }{\partial p}}\right)=1+\rho \int dr[g(r)-1].}  (6)

## Determinazione sperimentale
La funzione di distribuzione radiale g(r) può essere ricavata sperimentalmente tramite scattering di neutroni oppure tramite diffrazione dei raggi X. In tali esperimenti, un campione viene bombardato con neutroni o raggi x che vengono diffratti in tutte le direzioni.
La densità molecolare media ad ogni distanza viene determinata a partire dalla legge di Snell:
{\displaystyle r={\frac {\lambda }{\sin(\vartheta )}}},
essendo {\displaystyle \lambda } la lunghezza d'onda e {\displaystyle \vartheta } l'angolo di diffrazione ed {\displaystyle r} la distanza percorsa dal neutrone durante la diffrazione. Per la determinazione sperimentale della funzione di distribuzione radiale si veda
Eigen vs. Zundel structures in HCl solution, 2006

## Derivazione formale
Si consideri un sistema di N particelle in un volume V ad una temperatura T. La probabilità d trovare la molecola 1 in {\displaystyle d{\rm {{r}_{1}}}}, la molecola 2 in {\displaystyle d{\rm {{r}_{2}}}} e così via è data da
{\displaystyle P^{(N)}({\rm {{r}_{1},\ldots ,{\rm {{r}_{N})d{\rm {{r}_{1},\cdots ,d{\rm {{r}_{N}={\frac {e^{-\beta U_{N}}d{\rm {{r}_{1}\cdots d{\rm {{r}_{N}}}}}}{Z_{N}}}\,}}}}}}}}}  (7)
dove {\displaystyle Z_{N}} è l'integrale sulle configurazioni. Per ottenere la probabilità di trovare la molecola 1 in {\displaystyle d{\rm {{r}_{1}}}}, la molecola 2 in {\displaystyle d{\rm {{r}_{2}}}} fino alla molecola n in {\displaystyle d{\rm {{r}_{n}}}}, indipendentemente dalle rimanenti N-n molecole si deve integrare la (7) (dopo aver semplificato {\displaystyle dr_{1}dr_{2}\ldots dr_{n}}) sulle coordinate della molecole da n + 1 fino ad N:
{\displaystyle P^{(n)}({\rm {{r}_{1},\ldots ,{\rm {{r}_{n})={\frac {\int e^{-\beta U_{N}}d{\rm {{r}_{n+1}\cdots d{\rm {{r}_{N}}}}}}{Z_{N}}}\,}}}}} (8)
Quindi la probabilità che una qualsiasi molecola si trovi in {\displaystyle d{\rm {{r}_{1}}}}, una qualsiasi in {\displaystyle d{\rm {{r}_{2}}}} fino a {\displaystyle d{\rm {{r}_{n}}}}, indipendentemente dalle rimanenti N-n è data da
{\displaystyle \rho ^{(n)}({\rm {{r}_{1},\ldots ,{\rm {{r}_{n})={\frac {N!}{(N-n)!}}\cdot P^{(n)}({\rm {{r}_{1},\ldots ,{\rm {{r}_{n})\,}}}}}}}}}  (9)
Per n = 1 si ottiene la funzione di distribuzione ad una particella che, per un cristallo, è periodica con picchi presso i siti del reticolo. Per un liquido omogeneo:
{\displaystyle {\frac {1}{V}}\int \rho ^{(1)}({\rm {{r}_{1})d{\rm {{r}_{1}=\rho ^{(1)}={\frac {N}{V}}=\rho }}}}}   (10)
Si può ora introdurre una funzione di correlazione {\displaystyle g^{(n)}}:
{\displaystyle \rho ^{(n)}({\rm {{r}_{1},\ldots ,{\rm {{r}_{n})=\rho ^{n}g^{(n)}({\rm {{r}_{1},\ldots ,{\rm {{r}_{n})\,}}}}}}}}}   (11)
{\displaystyle g^{(n)}} viene chiamata funzione di correlazione poiché se le molecole sono indipendenti (non interagenti) allora {\displaystyle \rho ^{(n)}} è semplicemente uguale a {\displaystyle \rho ^{n}} e quindi {\displaystyle g^{(n)}} è un fattore correttivo per le correlazioni fra molecole.
Da (9) si può mostrare che
{\displaystyle g^{(n)}({\rm {{r}_{1},\ldots ,{\rm {{r}_{n})={\frac {V^{N}N!}{N^{n}(N-n)!}}\cdot {\frac {\int e^{-\beta U_{N}}d{\rm {{r}_{n+1},\cdots ,{\rm {{r}_{N}}}}}}{Z_{N}}}\,}}}}}    (12)
Nella teoria dei liquidi {\displaystyle g^{(2)}({\rm {{r}_{1},{\rm {{r}_{2})}}}}} è di particolare importanza perché può essere misurata tramite diffrazione dei raggi X. Se il liquido è costituito da molecole a simmetria sferica, {\displaystyle g^{(2)}({\rm {{r}_{1},{\rm {{r}_{2})}}}}} dipende solamente dalla distanza relativa fra molecole {\displaystyle {\rm {{r}_{12}}}}. Solitamente gli indici vengono omessi: {\displaystyle g(r)=g^{(2)}(r_{12})}. La {\displaystyle \rho g(r)d{\rm {r}}} è la probabilità d trovare una molecola a distanza r da una molecola posta nell'origine. La probabilità così trovata non è normalizzata: 
{\displaystyle \int _{0}^{\infty }\rho g(r)4\pi r^{2}dr=N-1\approx N}   (13) 
L'equazione (13) fornisce il numero di molecole a distanza compresa fra r e r + d r da una molecola fissata.
Attualmente non esistono metodi per valutare funzione di distribuzione di ordine maggiore (ad esempio {\displaystyle g^{(3)}({\rm {{r}_{1},{\rm {{r}_{2},{\rm {{r}_{3})}}}}}}}); attualmente ci si basa su approssimazioni basate sulla meccanica statistica.